# La Yesa
La Yesa, en valencien et officiellement (La Iessa en castillan), est une commune d'Espagne de la province de Valence dans la Communauté valencienne. Elle est située dans la comarque de Los Serranos et dans la zone à prédominance linguistique castillane.

## Géographie

Localisation de La Yesa
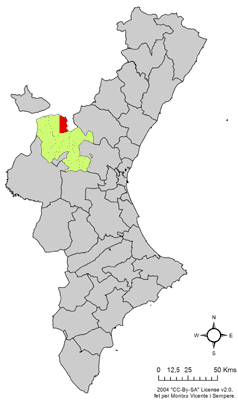
dans la Communauté valencienne.
dans la comarque de Los Serranos.

### Localités limitrophes
Le territoire communal de La Yesa est voisin de celui des communes de Alpuente, Andilla et Chelva, situées dans la province de Valence, ainsi que de Arcos de las Salinas et Abejuela, dans la province de Teruel.

## Démographie
| 1990 | 1992 | 1994 | 1996 | 1998 | 2000 | 2002 | 2004 | 2005 |
| ---- | ---- | ---- | ---- | ---- | ---- | ---- | ---- | ---- |
| 323  | 294  | 288  | 303  | 287  | 283  | 267  | 250  | 251  |

### Sources
- (es) Cet article est partiellement ou en totalité issu de l’article de Wikipédia en espagnol intitulé « La Yesa » (voir la liste des auteurs).